# What Goes On
«What Goes On» es una canción de The Beatles, de su sexto álbum Rubber Soul, en la versión original británica. La canción apareció luego en su álbum norteamericano "Yesterday"... and Today. La canción es acreditada a Lennon—McCartney—Starkey. La versión original fue escrita por John Lennon en sus tiempos en The Quarrymen, y era primeramente pensada para aparecer en algún álbum o sencillo posterior a la publicación de Please Please Me. La canción no fue usada hasta 1965 con Ringo Starr en la voz principal. Ringo contribuyó con los versos, su primera composición acreditada en The Beatles. 

## Grabación
The Beatles esperaban grabarla el 5 de marzo de 1963, pero solo había tiempo para otras canciones que grabaron ese día: "From Me to You", "Thank You Girl", y una versión vieja de "One After 909".
La versión del Rubber Soul fue grabada en una toma, el 4 de noviembre de 1965. Durante esta sesión The Beatles grabaron una canción instrumental de 6:36 min. llamada "12-Bar Original" por ausencia de un mejor nombre no fue incluida en Rubber Soul, y no estaba disponible comercialmente hasta 1996 cuando una versión editada de la toma 2 de esta canción fue incluida en el álbum Anthology 2.

## Publicación
Aunque la canción no aparece en la versión estadounidense de Rubber Soul, fue lanzada como lado B del sencillo promocional del álbum en aquel país, "Nowhere Man". El sencillo fue publicado dos meses después de la aparición del álbum en Estados Unidos, el 15 de febrero de 1966 y luego apareció en el álbum americano de The Beatles "Yesterday"... and Today (para Canadá y Estados Unidos), dicho álbum fue publicado 4 meses, exactamente, después del sencillo, el 15 de junio de 1966.

## Personal
- Ringo Starr – batería (Ludwig Super Classic) y voz.
- John Lennon – guitarra rítmica (Fender Stratocaster) o (Rickenbacker 325c64) y coros.
- Paul McCartney – bajo (Rickenbacker 4001s) y coros.
- George Harrison – guitarra líder (Gretsch Tennessean).

Personal por Ian MacDonald.

## Versiones
- En el 2005, Sufjan Stevens versionó la canción en el álbum tributo a The Beatles, This Bird Has Flown - A 40th Anniversary Tribute to the Beatles' Rubber Soul. Su versión solo mantiene las letras, pero usa una melodía propia.[7]
- En el 2006, Ringo Starr la tocó en vivo en su tour All Star's Tour.

## Homenajes
La serie de cómics argentina "Mafalda" menciona What Goes On en un cuadro con la frase: "Cuando te vi con él, sentí que mi futuro se derrumbaba". y luego agregando: "Solo unos genios como Los Beatles podían interpretar tan bien lo que sentí la primera vez que vi a mi mamá con un plato de sopa."